# Ictiosis
La ictiosis es una enfermedad cutánea de origen genético, que es relativamente común, y provoca que la piel se vuelva seca y escamosa, como la de un pez (ἰχθύς (/ikʰ.tʰy̌ːs/) es "pez" en griego, de ahí el prefijo ictio-). 

## Etiología
En investigaciones efectuadas en la Universidad Rennes de Francia y en la Universidad de Friburgo en Alemania, se ha podido establecer que la mutación del gen PNPLA1 de razas caninas como el cobrador dorado, jack russell terrier y norfolk terrier está relacionada con la aparición de ictiosis en esta especie y se ha podido comprobar que este mismo gen está alterado en ambas copias de pacientes humanos afectados de ictiosis. La proteína producida por la expresión del gen PNPLA1 pertenece a una familia de enzimas que juegan un papel clave en la descomposición de las grasas, un proceso importante en la formación de las membranas celulares. Cuando los investigadores estudiaron biopsias de piel de cobradores y personas con el trastorno, encontraron membranas de células anormales, a causa de la mutación del gen, en la epidermis.

## Síntomas
Entre los síntomas se destacan las lesiones cutáneas, producidas por la sequedad, la aparición de "escamas" y una tendencia a engrosarse; puede aparecer también un leve picor.

## Clases de ictiosis

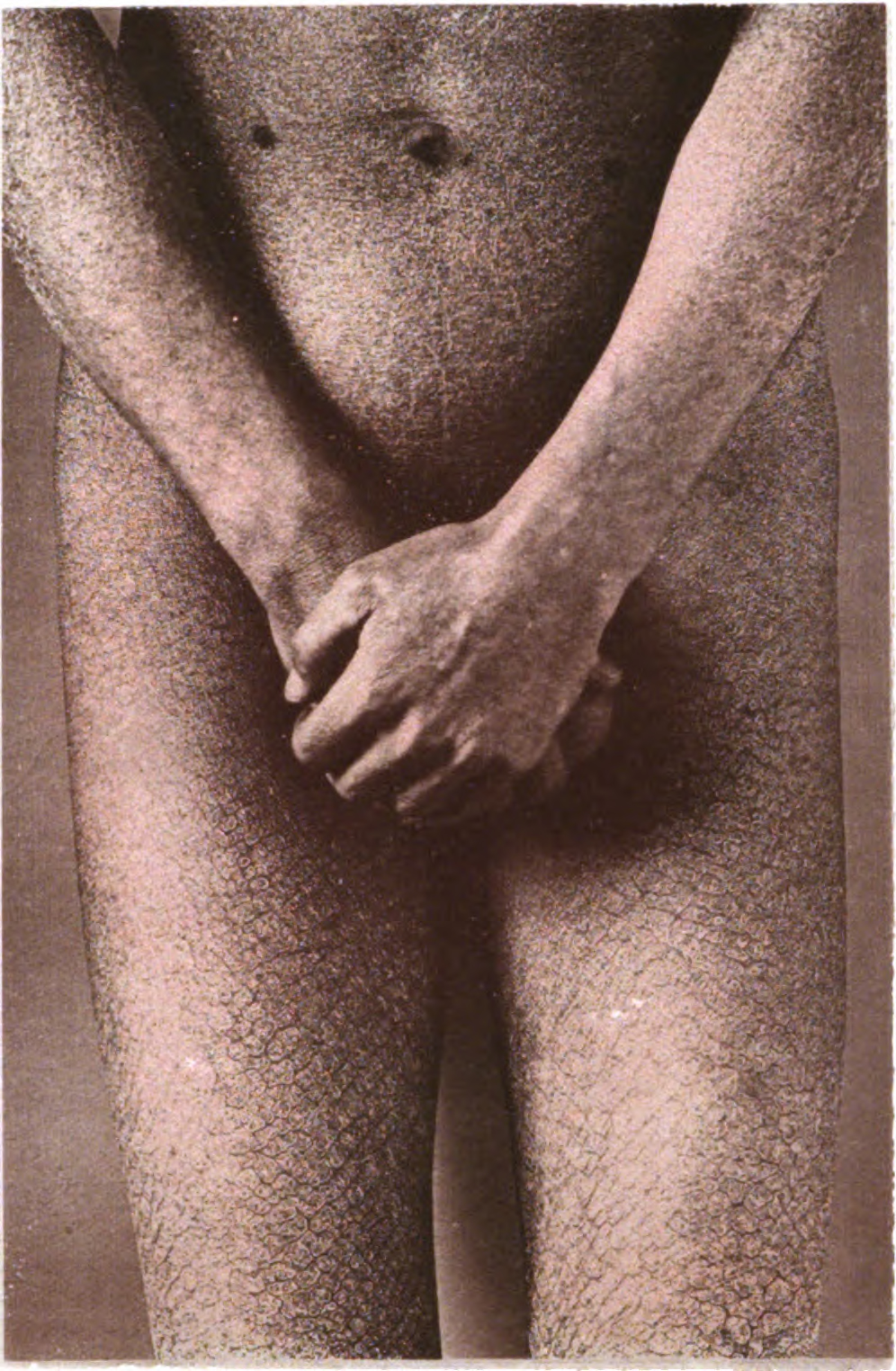
Ictiosis.

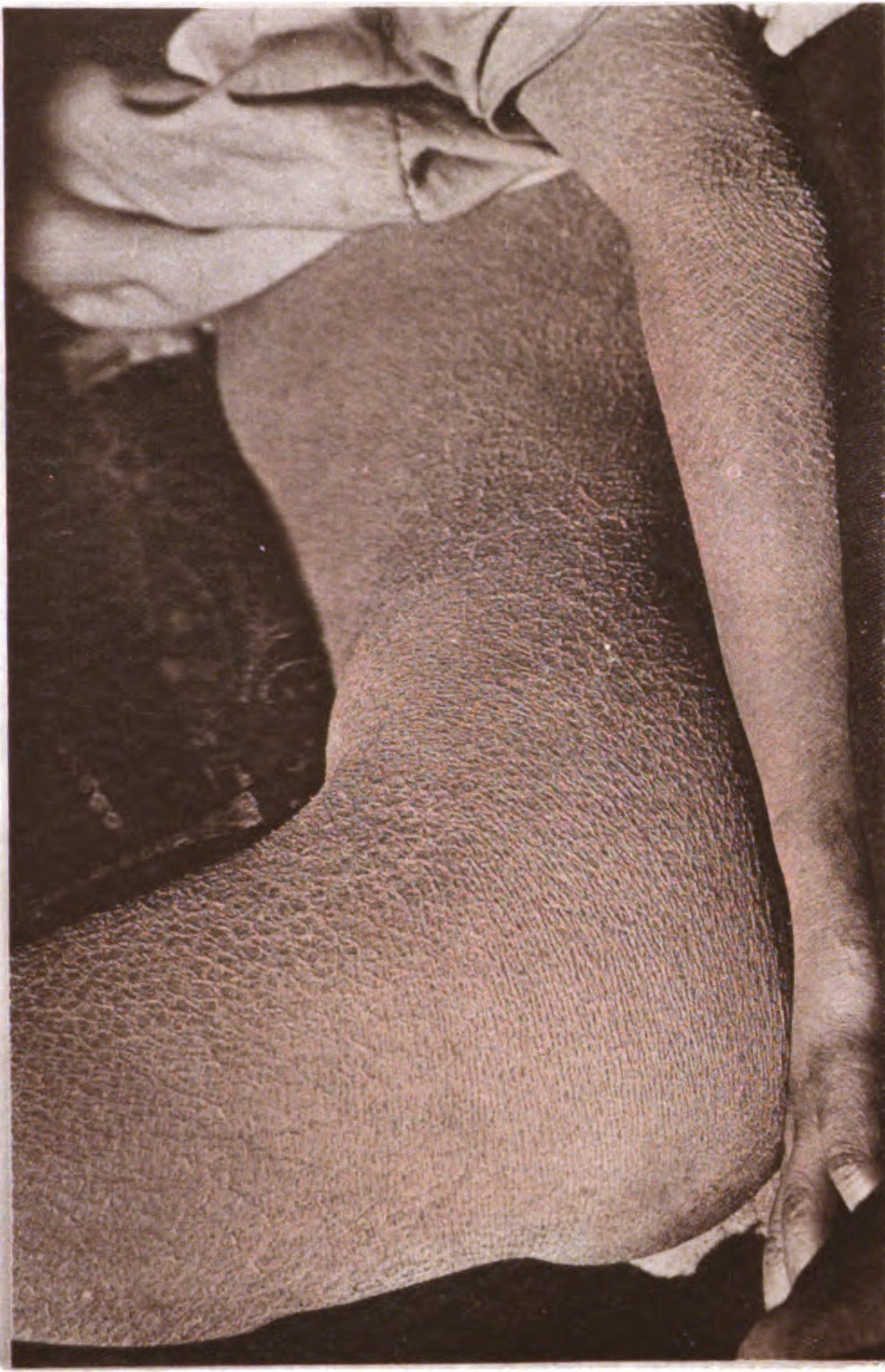
Ictiosis.

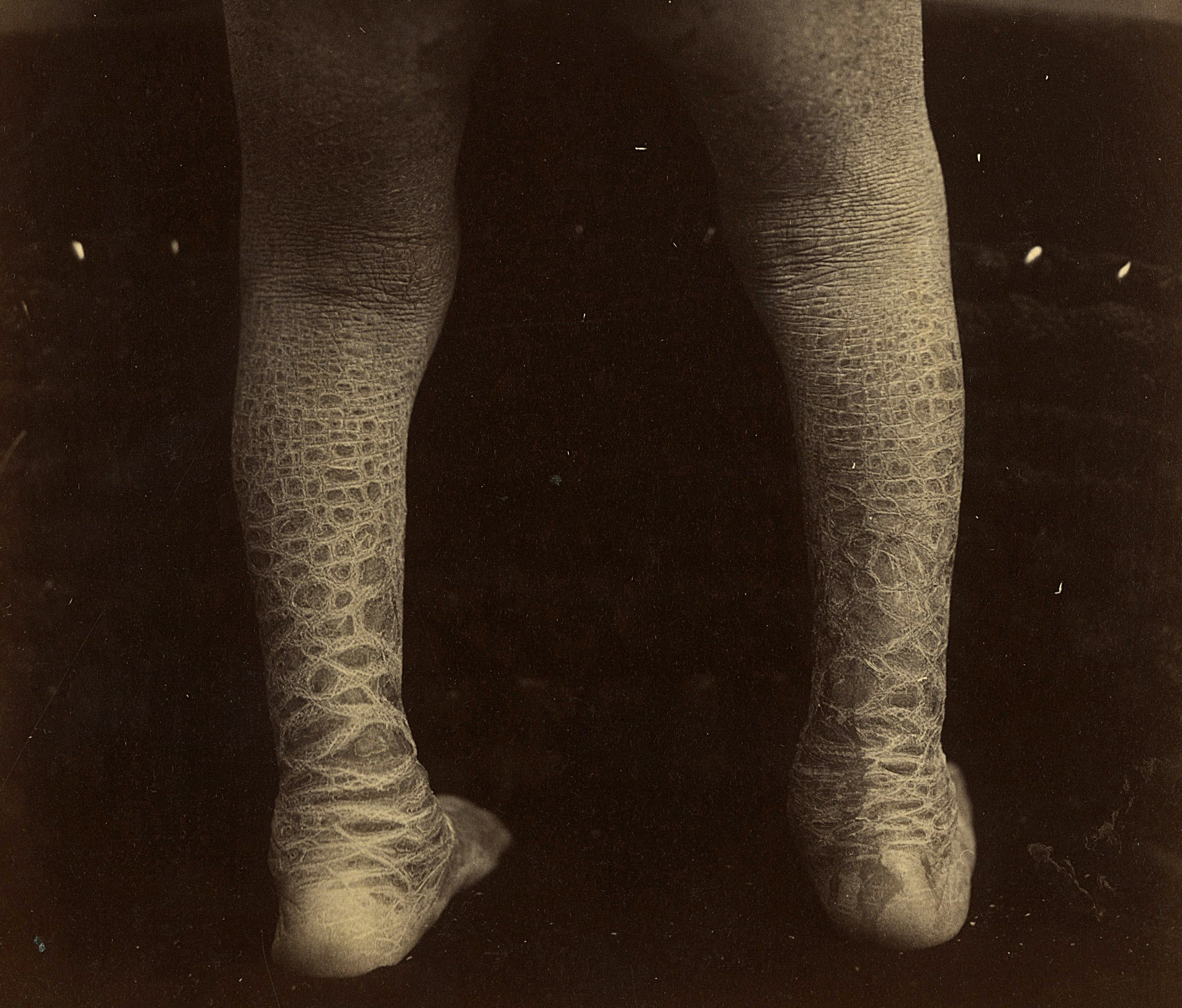
Caso de ictiosis, ca. 1888.

- Ictiosis vulgar o común: es la forma de ictiosis más común y es relativamente benigna. El recién nacido que la porta suele no manifestar ningún signo cutáneo de la enfermedad, la cual se manifestará en los primeros años de vida. Consiste en escamas finas y blanquecinas, que predominan en el tronco y la superficie de extensión de los miembros. La cara, el cuello y las flexuras corporales suelen estar respetadas. Muy a menudo se acompaña de hiperqueratosis folicular en las zonas de extensión de las extremidades, aumento de los pliegues e hiperqueratosis palmo-plantar. Suele mejorar en el verano y empeorar en el invierno. La intensidad de la descamación es muy variable y en los casos leves muchas veces el diagnóstico es consecuencia de un hallazgo en una exploración rutinaria o por otro motivo. La ictiosis vulgar no produce manifestaciones extracutáneas, pero es una asociación frecuente en pacientes con dermatitis atópica.

- Ictiosis recesiva ligada al cromosoma X: el inicio suele ser más precoz que en la ictiosis vulgar; en muchos niños las lesiones están presentes desde el nacimiento y en la mayoría son relevantes antes del año de vida. Esta forma de ictiosis sólo la presentan los varones en tanto las mujeres son las portadoras. Suele ser más intensa que la ictiosis vulgar, con escamas más gruesas y con mayor frecuencia adquieren una coloración marrón o negruzca. Las zonas más afectadas son también el tronco y las zonas de extensión de los miembros, pero también es más habitual la participación de la cara, el cuero cabelludo, el cuello y las flexuras. En cambio, la queratodermia palmoplantar es rara. Al igual que en la ictiosis vulgar, casi todos los casos mejoran durante el verano. Las mujeres embarazadas de fetos con ictiosis ligada a X tienen una incidencia elevada de complicaciones obstétricas y mortalidad perinatal. Se han descrito diversas asociaciones, entre las que se incluyen alteraciones del sistema nervioso central, oculares, genitales y condrodisplasia punctata, pero la gran mayoría de los pacientes no presenta ninguna de ellas y su esperanza de vida es normal. Esta variedad de ictiosis es debida al déficit congénito de una enzima (esteroide sulfatasa) imprescindible para eliminar los sulfatos de colesterol. De esta manera, los sulfatos de colesterol están elevados en la epidermis, el suero, y las escamas.

- Ictiosis laminar o lamelar: actualmente se admite que es un conjunto de enfermedades con distintas bases bioquímicas y manifestaciones clínicas. Es apreciable desde el nacimiento. El niño puede tener inicialmente el aspecto de un bebé colodión (véase más adelante), en el que el cuerpo del infante parece envuelto en una lámina transparente que se desprende a la primera o segunda semana de vida. En las fases evolutivas iniciales suele haber un eritema como base del cuadro ictiosiforme, que en algunos casos tiende a atenuarse o se hace imperceptible con el tiempo. La descamación es generalizada, con tamaño de escamas muy variable. El ectropión, el eclabión, la queratodermia palmoplantar y la alopecia son hallazgos frecuentes. Las principales asociaciones descritas son talla baja y retraso mental.(no hay pruebas de que el retraso mental tenga conexión y la incidencia es baja)

- Eritrodermia ictiosiforme congénita ampollosa: como en la ictiosis lamelar esta variedad de ictiosis es conspicua desde el nacimiento, aunque con menos frecuencia que las ictiosis laminares, puede presentarse como un bebé colodión. La mayoría de las veces el neonato está eritrodérmico y se observan áreas erosivas y denudadas; la observación de ampollas íntegras es posible, pero rara. La eritrodermia tiende a persistir, aunque se puede atenuar y las erosiones y las ampollas van disminuyendo con el tiempo, a la vez que aumenta la hiperqueratosis, sobre todo en las zonas flexurales, donde puede hacerse verrugosa. En conjunto hay una tendencia a la mejoría con la edad.

- Bebé colodión: es una forma de presentación de diversos tipos de ictiosis, sobre todo de las ictiosis laminares. Algunos casos pueden evolucionar hacia la curación. Los niños, que tienden a nacer prematuramente, vienen con una piel eritematosa y con el aspecto de estar envueltos en celofán, apergaminado y tenso. Esta envoltura superficial tiende a agrietarse y más tarde a desprenderse en grandes láminas, tras lo cual se instauran las características clínicas del proceso de base. Es habitual que exista ectropión y eclabión y puede causar dificultad respiratoria por constricción torácica y abdominal, así como dificultad de la succión.

- La Ictiosis Arlequín: es una enfermedad de la piel extremadamente rara del grupo de las llamadas genodermatosis (grupo de dermatosis hereditarias con trastornos metabólicos). Es la forma de ictiosis congénita más grave, se hace evidente ya desde el nacimiento y debe su nombre al aspecto que tienen los recién nacidos con la enfermedad, que recuerda a un disfraz de arlequín.

- Ictiosis congénita autosómica recesiva: No es estrictamente un tipo diferente de ictiosis sino que engloba tres formas distintas de la enfermedad debido a que comparten la misma forma de herencia. Aunque la mayoría de los neonatos con Ictiosis congénita autosómica recesiva son bebés colodión, el cuadro clínico y la severidad de la enfermedad varía desde la Ictiosis Arlequín, la forma más grave, hasta la Ictiosis lamelar y la Eritrodermia ictiosiforme congénita ampollosa. Tal y como indica su nombre, estas enfermedades están asociadas a una herencia autosómica recesiva lo que significa que cada hermano de un individuo enfermo tiene un 25% de probabilidad de estar afectado, un 50% de ser portador asintomático y un 25% de estar sano.

## Diagnóstico
Generalmente el diagnóstico es por observación directa de las lesiones cutáneas, sin embargo, el médico tratante puede pedir exámenes para descartar otras enfermedades que puedan causar sequedad cutánea y escamosidad.
El individuo afectado por esta condición tiende a presentar los poros de la piel obstruidos lo cual implica un serio peligro por sobrecalentamiento el cual, en un principio, puede ocasionarle desmayos al no poder irradiar al exterior la temperatura excesiva del cuerpo que, de no corregirse, desemboca en un recalentamiento de los órganos vitales con el grave riesgo para la vida que ello supone.
Hasta ahora se conocen nueve genes cuyas mutaciones están asociadas a la aparición de la Ictiosis congénita autosómica recesiva, TGM1, ALOXE3, ALOX12B, NIPAL4, ABCA12, CYP4F22, PNPLA1, LIPN y CERS3. Además de estos, existe al menos un gen más desconocido. Normalmente las mutaciones en estos genes son cambios en la secuencia de ADN o duplicaciones y delecciones del gen. Para detectar los cambios en la secuencia de ADN podemos hacer una PCR, mientras que para delecciones y duplicaciones podemos hacer tanto cariotipo como la técnica FISH. Estas serían las técnicas utilizadas para el diagnóstico molecular de esta enfermedad.

## Tratamiento
El tratamiento consiste en humectar la piel, generalmente con cremas y ungüentos, que es mejor aplicarlos después del baño, cuando la piel está aún húmeda, además se pueden prescribir cremas que ayuden a la piel a mudar normalmente. El pronóstico es siempre favorable, aunque puede desarrollarse una infección bacteriana secundaria si el paciente se rasca y rompe la piel.
Se le recomienda a la persona con esta condición baños diarios y luego del baño humectar perfectamente la piel para evitar la sequedad y mutilaciones del mismo cuerpo. No coger sol ni frío en exceso ya que estas condiciones en exceso tienden a empeorar la situación del cuerpo.